# Leo Beenhakker
Leo Beenhakker, född 2 augusti 1942 i Rotterdam, död 10 april 2025 i Rotterdam, var en nederländsk internationell tränare i fotboll. Han var bland annat tränare och sportchef i den holländska klubben Ajax och tränare i Real Madrid. 
Under tiden som sportchef i Ajax var Beenhakker huvudansvarig i värvningen av Zlatan Ibrahimović år 2001. 
Under Beenhakkers ledning gick Trinidad och Tobagos herrlandslag i fotboll för första gången vidare till världsmästerskapet 2006 och spelade oavgjort mot Sverige. Han tog därefter över som förbundskapten och tränare för Polens fotbollslandslag, vilka han tog till landets första EM-slutspel 2008. Det efterföljande kvalet till VM 2010 gick dock sämre för Polen och Beenhakker avskedades när två kvalmatcher återstod.

## Tränarkarriär
En lista i kronologisk ordning med professionella klubbar där Leo Beenhakker arbetat som huvudtränare.
- 1968 - 1972: SC Veendam (Nederländerna).
- 1972 - 1975: SC Cambuur (Nederländerna).
- 1975 - 1976: Go Ahead Eagles (Nederländerna).
- september 1979 - mars 1981: AFC Ajax (Nederländerna). Holländsk liga-vinnare 1979/80. Avgick.
- 1981 - 1984: Real Zaragoza (Spanien).
- 1985: FC Volendam (Nederländerna). Nedflyttning.
- februari 1985 - mars 1986: Hollands fotbollslandslag. 7 landskamper.
- 1986 - 1989: Real Madrid (Spanien). Spansk liga-vinnare 1986/87, 1987/88, 1988/89. Spanska cupen 1988/89.
- augusti 1989 - september 1991: Ajax. Nederländska liga-vinnare 1989/90. Avgick.
- maj 1990 - juni 1990: Hollands fotbollslandslag. 6 landskamper, inklusive 4 vid Fotbolls-VM 1990.
- september 1991 - januari 1992: Real Madrid.
- 1992 - 1993: Grasshopper-Club (Schweiz).
- december 1993 - februari 1994: Saudiarabiens herrlandslag i fotboll. Avskedad
- 1994 - april 1995: Club América. Avskedad.
- 1995 - 1996: Istanbulspor (Turkiet).
- 1996: Chivas de Guadalajara (Mexiko).
- 1996 - 1997: Vitesse Arnhem (Nederländerna). Började som tränare, blev sportchef i december 1996.
- 1997 - April 2000: Feyenoord (Nederländerna). Holländsk liga-vinnare 1998/99. Avgick.
- september 2000 - juni 2003: Ajax, som sportchef. Avgick.
- juni 2003 - juni 2004: Club América (Mexiko). Avgick.
- november 2004 - april 2005: De Graafschap (Nederländerna). Teknisk rådgivare.
- maj 2005 - juni 2006: Trinidad och Tobagos herrlandslag i fotboll.
- juli 2006 - september 2009: Polens fotbollslandslag. Avskedad.